# Calliostoma anseeuwi
Calliostoma anseeuwi là một loài ốc biển, động vật thân mềm chân bụng sống ở biển trong họ Calliostomatidae.
Đây là loài đặc hữu của Philippines, sống ở độ sâu khoảng 100 và 200 m. Vỏ ốc có chiều cao lên đến 23 mm.